# 마다가스카르의 행정 구역
다음은 마다가스카르의 행정 구역에 대한 설명이다.

## 구
현재 마다가스카르의 최상위 행정 구역이다.

## 같이 보기
- ISO 3166-2:MG